# Owczarowo (obwód Chaskowo)
Owczarowo (bułg. Овчарово) – wieś w południowej Bułgarii, w obwodzie Chaskowo, w gminie Charmanli. Według danych Narodowego Instytutu Statystycznego, 31 grudnia 2011 roku wieś liczyła 148 mieszkańców.
Na obrzeżach wsi znajduje się menhir Czuczuł kamyk.